# ウィーンの森の物語
『ウィーンの森の物語』（ウィーンのもりのものがたり、ドイツ語: Geschichten aus dem Wienerwald）作品325は、ヨハン・シュトラウス2世が1868年に作曲した演奏会用のウィンナ・ワルツ。
非常に人気の高い作品であり、シュトラウス2世の「十大ワルツ」のひとつとされ、その中でも特に『美しく青きドナウ』と『皇帝円舞曲』とともに「三大ワルツ」に数えられる。

## 楽曲解説

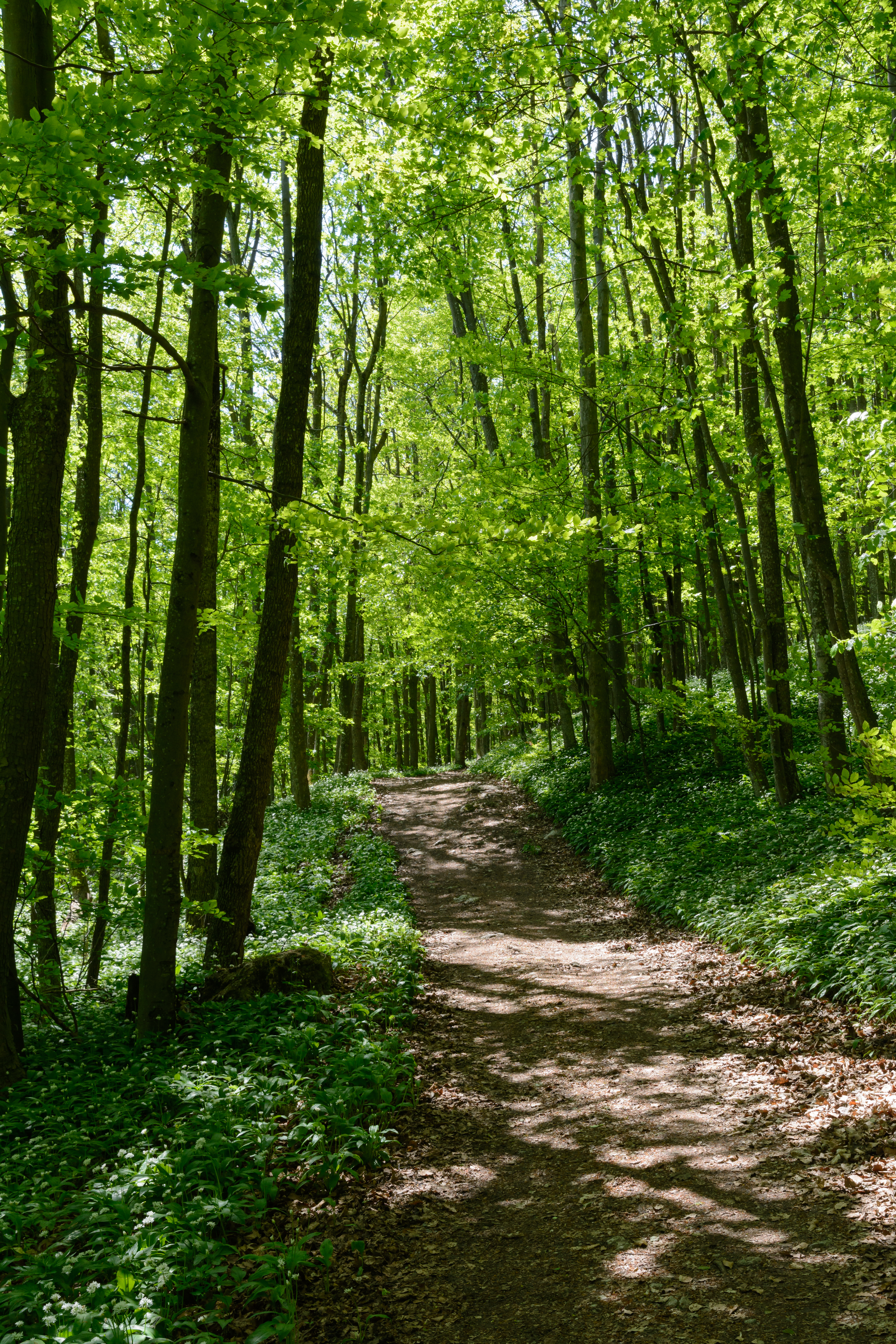
「ウィーンの森」の光景

1868年6月の初頭にわずか1週間で書き上げたものといわれる作品。1868年6月19日、ウィーンの舞踏場『新世界』において初演された。発表されるとたちまち大好評を博し、時のオーストリア＝ハンガリー皇帝フランツ・ヨーゼフ1世は、このワルツを次のように評したという。
| 「                     | これで奴隷や囚人も一つのあこがれの歌を持つようになった。 | 」 |
| —フランツ・ヨーゼフ1世 |                                                          |    |

このワルツは題名の通り、ウィーンっ子の憩いの場であった美しい緑地帯「ウィーンの森」を描写した作品である。しかし、当のシュトラウス2世は自然が大の苦手で、自然の中に出かけていくことに対して尋常ならざる恐怖を抱いていたというが、そんな彼がこのワルツを作曲しようと思い至った理由は明らかでない。

## 構成
演奏時間は約11分。構成は他の楽曲と比べて複雑であり、踊るためのワルツというよりは演奏会のためのワルツである。実際にシュトラウス2世は、ロシアのパヴロフスク駅での仕事を受け持つようになった頃から、聴くためのワルツに関心を寄せるようになっていた。

### 序奏

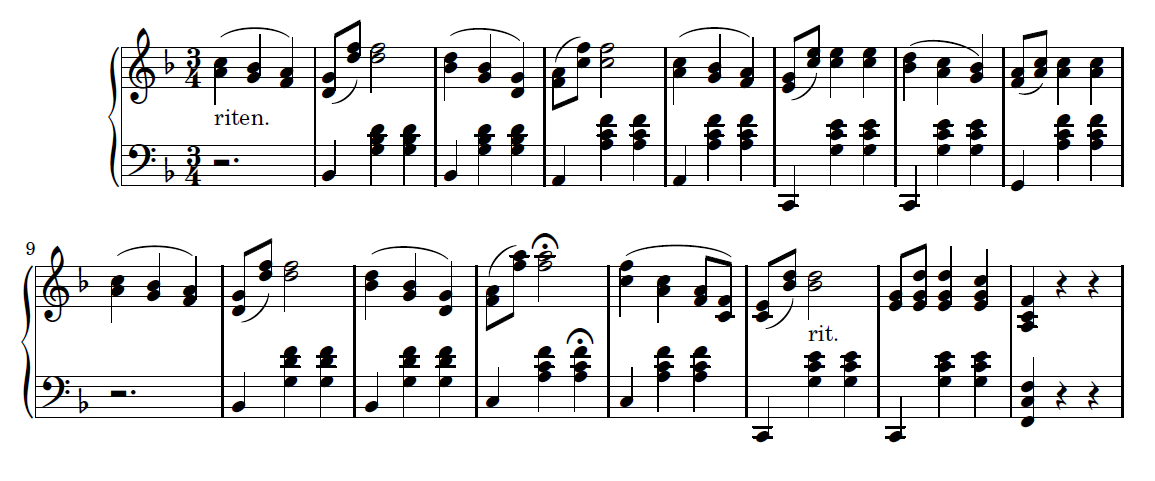
ツィター演奏譜の一部

序奏は非常に長大なもので、こまかく分かれている。序奏に登場するツィターは南ドイツからオーストリアにわたる地域の民族楽器で、シュトラウス2世は帝都ウィーンと周辺地域の融合を表現するためにこの楽器を使用したといわれている。
- テンポ・ディ・ヴァルス
  - ハ長調、4分の3拍子。のちに再登場する旋律はなく、文字通りの序奏である[1]。

- ピウ・レント
  - ト長調、4分の3拍子。のちの第2ワルツの主旋律が、低音楽器で示される。最後の部分には、森の鳥の声を表すようなフルートのカデンツァが加わる[1]。

- モデラート
  - ト長調、4分の3拍子。ツィターの独奏が入る。ツィターがない場合には、弱音器をつけた2挺のヴァイオリンで代用される。中間部はニ長調に移り、やがてト長調に戻って速度が速まり、それが終わるとハ長調に変わる。そして全ての楽器がワルツの速度に移り、ワルツの部分に入ってゆく[5]。

### 第1ワルツ
ヘ長調、二部形式（||:A・A’・B・B’:||）

### 第2ワルツ
変ロ長調、二部形式（||:A:||:B:||）

### 第3ワルツ
変ホ長調、三部形式（A:||:B:||A）
Aパート

### 第4ワルツ
変ロ長調、二部形式（||:A:||B・B）

### 第5ワルツ
変ホ長調、三部形式（||:A:||:B:||A）
Aパート

### 後奏
第4ワルツの音型に始まり、やがて第1ワルツが奏でられる。第2ワルツがそれに続き、再び序奏のツィターの独奏が入り、急速な結びの音楽で曲を終わる。

## ニューイヤーコンサート
| 開催年 | 指揮者                   | 備考 |
| ------ | ------------------------ | ---- |
| 1939年 | クレメンス・クラウス     |      |
| 1945年 | クレメンス・クラウス     |      |
| 1953年 | クレメンス・クラウス     |      |
| 1957年 | ヴィリー・ボスコフスキー |      |
| 1959年 | ヴィリー・ボスコフスキー |      |
| 1964年 | ヴィリー・ボスコフスキー |      |
| 1974年 | ヴィリー・ボスコフスキー |      |
| 1983年 | ロリン・マゼール         |      |
| 1990年 | ズービン・メータ         |      |
| 1994年 | ロリン・マゼール         |      |
| 1999年 | ロリン・マゼール         |      |
| 2005年 | ロリン・マゼール         |      |
| 2014年 | ダニエル・バレンボイム   |      |
| 2018年 | リッカルド・ムーティ     |      |